# El Llano (Messico)
El Llano è uno degli 11 comuni dello Stato di Aguascalientes, Messico e conta 17 115 abitanti secondo il censimento del 2005 e si estende per un'area di 500,85 km². È il più giovane Comune dello Stato fondato il 30/01/1992. Si trova nella parte orientale dello Stato federale e le sue coordinate sono 21°55'N 101°58'W.

## Località principali
La città di Palo Alto è a capo del comune e le altre principali località sono:
- Ojo de Agua de Crucitas con 801 abitanti
- Los Conos con 778 abitanti
- Santa Rosa (El Huizache) con 763 abitanti
- La Luz con 693 abitanti

## Distanze
- Aguascalientes 39 km.
- Asientos 45 km.
- Calvillo 91 km.
- Jesús María 50 km.
- Rincón de Romos 67 km.

## Fonti
- Link to tables of population data from Census of 2005] INEGI: Instituto Nacional de Estadística, Geografía e Informática
- Aguascalientes Enciclopedia de los Municipios de México